# Gary Bartz
Pour les articles homonymes, voir Bartz.

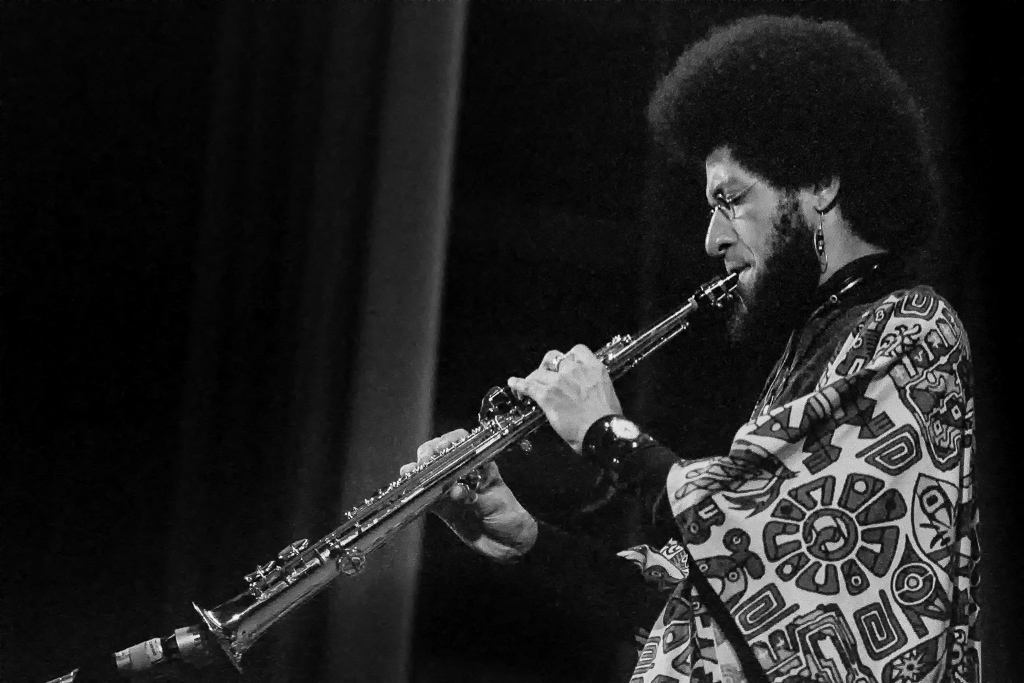
Gary Bartz, Miles Davis Septet, 1971

Gary Bartz, né le 26 septembre 1940 à Baltimore, Maryland, est un saxophoniste et clarinettiste jazz fusion américain.

## Discographie

### En tant que leader
- 1967 : Libra, Milestone, Jimmy Owens, Albert Daily, Richard Davis, Billy Higgins
- 1968 : Another Earth	Milestone	Charles Tolliver, Pharoah Sanders, Stanley Cowell, Reggie Workman, Freddie Waits
- 1969 : Home!	Milestone	Woody Shaw, Albert Dailey, Bob Cunningham, Rashied Ali
- 1970 : Harlem Bush Music - Taifa	Milestone	Nat Bettis, Andy Bey, Harold White
- 1971 : Harlem Bush Music - Uhuru	Milestone	Ron Carter, Juini Booth, Nat Bettis, Andy Bey
- 1972 : Juju Street Songs	Prestige	Stafford James, Harvey Mason
- 1972 : Follow the Medicine Man	Prestige	Hector Centeno, Hubert Eaves III, Andy Bey
- 1973 : I've Known Rivers and Other Bodies	Prestige	Stafford James, Howard King
- 1973 : Singerella: A Ghetto Fairy Tale	Prestige	Hector Centeno, Howard King, Hubert Eaves III, James Benjamin, Kenneth Nash, Maynard Parker
- 1973 : Altissimo (en)	West Wind	Charlie Mariano, Jackie McLean, Lee Konitz, Joachim Kühn, Han Bennink, Palle Danielsson
- 1975 : The Shadow Do!	Prestige[3]	Hubert Eaves III, Michael Henderson, Reggie Lucas, James Mtume, Howard King
- 1976 : Juju Man	Catalyst	Curtis Robertson, Howard King, Charles Mims, Syreeta
- 1977 : Music Is My Sanctuary	Capitol	Syreeta Wright, Mizell Brothers
- 1978 : Love Affair	Capitol	Wah Wah Watson, Dorothy Ashby, Welton Gite, Bill Summers, George Cables, Wade Marcus
- 1978 : Love Song	P-Vine	George Cables, Curtis Robinson, Howard King, Rita Greene
- 1980 : Bartz, Arista	Howard King, Hubert Eaves III
- 1988 : Monsoon	SteepleChase	Butch Lacy, Billy Hart, Clint Houston
- 1988 : Reflections of Monk: The Final Frontier	Steeplechase	Bob Butta, Geoff Harper, Billy Hart, Eddie Henderson
- 1990 : West 42nd Street	Candid	Claudio Roditi, John Hicks, Ray Drummond, Al Foster
- 1990 : There Goes the Neighborhood (Live)	Candid	Kenny Barron, Ray Drummond, Ben Riley
- 1991 : Shadows	Timeless[4]	Benny Green, Christian McBride, Victor Lewis, Willie Williams
- 1994 : Episode One Children of Harlem	Challenge	Larry Willis, Ben Riley, Buster Williams
- 1994 : Red & Orange Poems	Atlantic	Dave Holland, Mulgrew Miller, Eddie Henderson
- 1995 : Alto Memories	Verve[5]	Sonny Fortune, Kenny Barron, Buster Williams, Jack DeJohnette
- 1996 : Blues Chronicles: Tales of Life	Atlantic	Tom Williams, George Colligan, James King, Greg Bandy, Jon Hendricks, Cyrus Chestnut, Russell Malone, Dennis Chambers
- 1999 : Live @ the Jazz Standard, Vol. 1	Soulstice[6]	Barney McAll, Greg Bandy, Kenny Davis
- 2001 : The Montreal Concert (Live)	DSM	Peter Leitch
- 2003 : Continuum Act One	Space Time	Jean Toussaint, Bill Mobley, Donald Brown, Essiet Essiet, Billy Kilson, Anga Diaz
- 2005 : Soprano Stories	OYO	James King, Greg Bandy, George Cables, John Hicks
- 2012 : Coltrane Rules: Tao of a Music Warrior	OYO	Barney McAll, Greg Bandy, James King

### En tant que sideman
Avec The Rance Allen Group
- Say My Friend (1977)[1]

Avec Gene Ammons
- Goodbye (Prestige, 1974)

Avec Roy Ayers
- Stoned Soul Picnic (Atlantic, 1968)

Avec Andy Bey
- Shades of Bey (Evidence, 1998)

Avec Art Blakey and the Jazz Messengers
- Soul Finger (Limelight, 1965) Bartz recording debut
- Hold On, I'm Coming (Limelight, 1966) on one track leftover from Soul Finger sessions

Avec Kenny Burrell
- Ellington Is Forever Volume Two (Fantasy, 1975)

Avec Donald Byrd
- Stepping into Tomorrow (1974)
- Caricatures (1976)

Avec Norman Connors
- Invitation
- Slewfoot
- This is Your Life
- Invitation
- Love from the Sun
- Dance of Magic: Live at the Nemu Jazz Inn
- Romantic Journey
- Saturday Night Special

Avec Miles Davis
- The Cellar Door Sessions (1970)
- Live-Evil
- Bitches Brew Live (2011)
- Miles Davis at Newport 1955-1975: The Bootleg Series Vol. 4 (2015)

Avec Antonio Hart
- Don't You Know That I Care (1992)

Avec Phyllis Hyman
- You Know How to Love Me
- Phyllis Hyman
- Can't We Fall in Love Again?

Avec Barney McAll
- Release the Day (2001)

Avec Jackie McLean
- Ode to Super (SteepleChase, 1973)

Avec Grachan Moncur III
- Exploration (2004)

Avec Alphonse Mouzon
- Virtue (1976)

Avec Rare Silk
- New Weave

Avec Max Roach
- Members, Don't Git Weary (Atlantic, 1968)

Avec Pharoah Sanders
- Deaf Dumb Blind (Summun Bukmun Umyun) (Impulse!, 1970)

Avec Woody Shaw
- Blackstone Legacy (Contemporary, 1970)
- For Sure! (Columbia, 1979)

Avec Sphere
- Sphere (1987) – Verve

Avec Charles Tolliver
- Paper Man (Freedom, 1968 [1975])

Avec Bob Thiele Collective
- Lion Hearted (1993)

Avec McCoy Tyner
- Expansions (1968)
- Cosmos (1970)
- Extensions (1970)
- Asante (1970)
- Sama Layuca (1974)
- Focal Point (1976)
- Looking Out (1982)
- Dimensions (1984)
- McCoy Tyner and the Latin All-Stars (1999)
- Illuminations (2004)

Avec Robert Walter
- Spirit of '70 (1996)

Avec Chip White
- Harlem Sunset (Postcard Records, avec Steve Nelson, Robin Eubanks, Claudio Roditi)

Avec John Lee/ Gerry Brown
- Infinite Jones (1974) (Keytone Records, avec Chris Hinze)